# 永井嘉六郎
永井 嘉六郎（ながい かろくろう、1845年11月13日（弘化2年10月14日） - 1922年（大正11年）3月27日）は、明治から大正時代の政治家、銀行家。衆議院議員（1期）。

## 経歴
永井辰次郎の長男として、駿河沼津藩領駿東郡納米里村（静岡県駿東郡長泉村を経て長泉町）に生まれる。幼くして祖父の弥四郎に、ついで三島の三浦抵松について書を学んだのち、沼津藩士の島津順道について経書や選文法を学んだ。ほか医学なども学んだ。
19歳にして父の後を継ぎ納米里村の名主となる。ついで納米里村戸長、総代副戸長、原宿他11箇町村会議員などを歴任したのち、1892年（明治25年）静岡県会議員に当選し、1896年（明治29年）副議長となった。同年4月、芦ノ湖の水利権を巡り神奈川県足柄下郡仙谷原村と争論が起こったが、古文書などを持ち出して勝訴し郡内の農民を救った。また、一等官林である愛鷹山を民有地に戻すため江原素六、川口與五郎（鷹根村長）、江藤恒蔵（金岡村長）、長倉計吉（片浜村長）、森藤七郎（浮島村長）、高野義長、上杉格平らと24年間に渡り運動を続け1899年（明治32年）漸く払い下げられた。農業や養蚕の発展を目指し、山梨や長野などの周辺県から桑苗を輸入。1893年（明治26年）には駿東郡蚕糸業組合長となった。
1893年（明治26年）2月には長泉村名誉村長となった。ほか、学務委員、長泉村会議員、駿東郡会議員、同参事会員、所得税調査委員、徴兵参事員、静岡県米穀改良組合長などを務め、財界では駿豆銀行頭取、富士煉瓦監査役などを歴任した。教育の普及にも尽くし、1900年（明治33年）駿東郡教育長、1903年（明治36年）長泉村青年一致会総裁を務めた。その他、巡査駐在所の設立、駿河銀行、三島野戦重砲兵旅団（野戦重砲兵第2連隊）の設置などにも関与した。
1898年（明治31年）8月の第6回衆議院議員総選挙では静岡県第7区から立憲政友会所属で出馬し当選。衆議院議員を1期務めた。

## 親族
- 高祖父：渡邊大圓（儒者）[1]
- 曽孫：永井保（初代長泉町長）[4]